# Desognaphosa millaa
Desognaphosa millaa là một loài nhện trong họ Trochanteriidae. Loài này phân bố ở Queensland.